# Claudia Kalisch

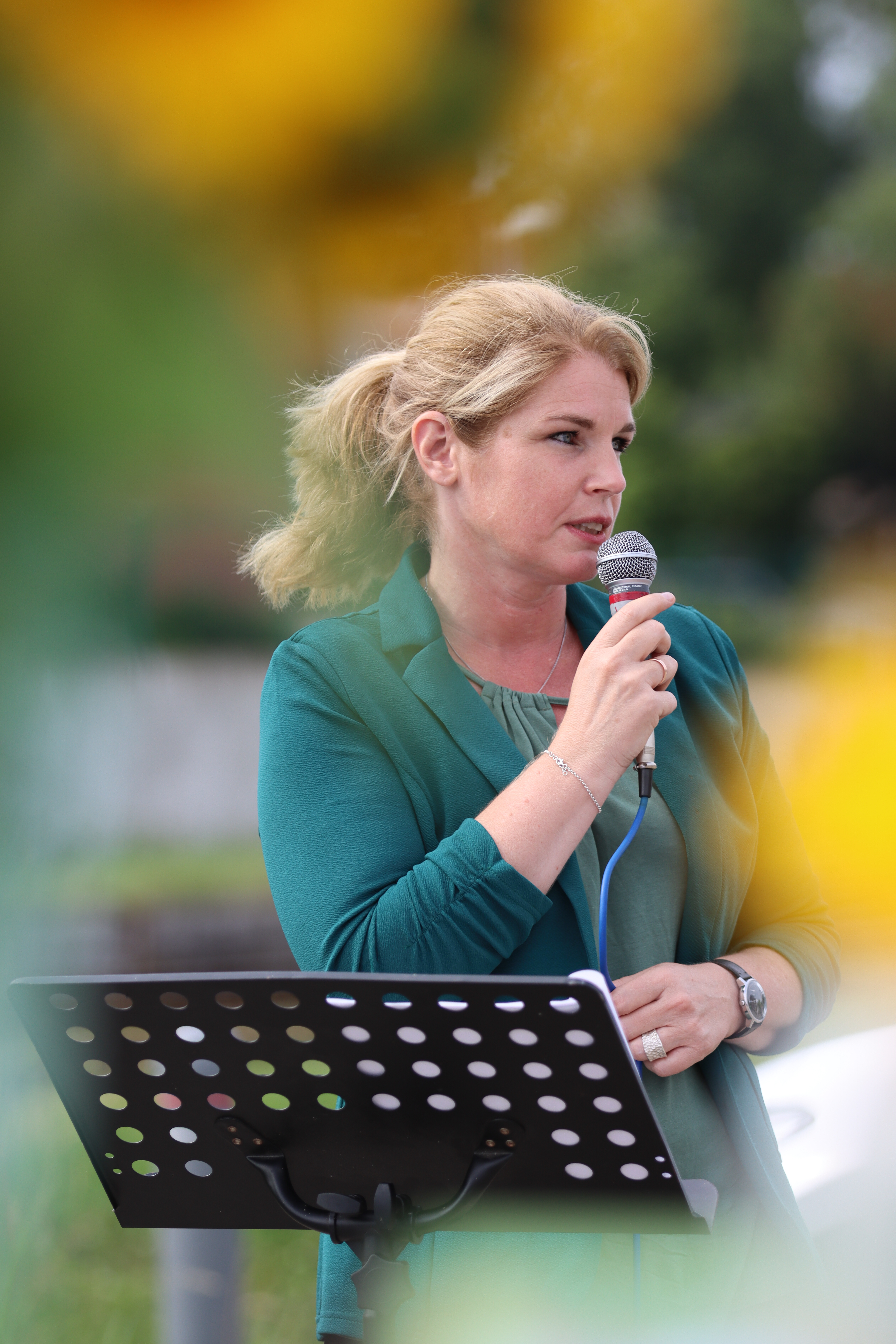
Claudia Kalisch

Claudia Kalisch (* 27. April 1972 in Bonn) ist eine deutsche Politikerin (Bündnis 90/Die Grünen). Kalisch ist seit dem 1. November 2021 Oberbürgermeisterin der Hansestadt Lüneburg.

## Leben
Kalisch studierte Umweltwissenschaften auf Diplom an der Universität Lüneburg. Während ihres Studiums absolvierte sie Auslandsaufenthalte an der Kennedy School of Governance der Harvard University und in Ghana. Den Studiengang Sustainability Management an der Universität Lüneburg schloss sie mit einem Master of Business Administration ab. Kalisch arbeitete am Centre for Sustainability Management der Universität Lüneburg und war von 2014 bis 2016 Mitglied der Unternehmensleitung der Firstcon GmbH, wo sie die Marke Lünestrom, einen Ökostromanbieter, verantwortete.
Kalisch ist geschieden und hat zwei Kinder. Sie wohnt seit 2022 in Lüneburg.

## Politische Tätigkeit
Seit 2010 ist Kalisch Mitglied bei Bündnis 90/Die Grünen. Von 2011 bis 2016 war sie Ratsfrau im Reppenstedter Gemeinderat sowie im Rat der Samtgemeinde Gellersen. Im Jahr 2016 wurde Claudia Kalisch zur hauptamtlichen Samtgemeindebürgermeisterin der benachbarten Samtgemeinde Amelinghausen gewählt. Bei den Oberbürgermeisterwahl 2021 gelang es ihr, als Nachfolgerin von Ulrich Mädge (SPD) in das Amt des Oberbürgermeisters von Lüneburg gewählt zu werden. Sie war im ersten Wahlgang die erfolgreichste Kandidatin und setzte sich schließlich in der Stichwahl mit 55 zu 45 Prozent der Stimmen gegen den parteilosen Heiko Meyer durch. Claudia Kalisch ist die erste Frau in diesem Amt. Mit dem Amtsantritt in Lüneburg am 1. November 2021 schied sie aus dem Amt der Samtgemeindebürgermeisterin in Amelinghausen aus. Sie war Mitglied der 17. Bundesversammlung.
Im März 2023 wandte sich Kalisch an Bundestag und -regierung und betonte die Einigkeit, dass „die Existenz der Menschheit aufgrund der Klimakrise bereits jetzt akut gefährdet“ sei. Im Zuge dessen sprach sie sich für die Forderungen der Protestierenden der Letzten Generation aus, ein Tempolimit auf Autobahnen und einen Gesellschaftsrat einzuführen sowie den Ausbau des öffentlichen Nahverkehrs zu fördern; zeitgleich kritisierte sie die Form der Proteste.
Kalisch wurde im November 2023 vom Hauptausschuss des Deutschen Städtetages in das Präsidium des Deutschen Städtetages gewählt. Bereits seit 2022 war sie Mitglied im Hauptausschuss des Städtetages.